# Strontiumcarbid
Strontiumcarbid ist eine chemische Verbindung, die aus Strontium und Kohlenstoff besteht.

## Herstellung
Strontiumcarbid kann durch Glühen von Strontiumoxid mit Kohle hergestellt werden.
{\displaystyle \mathrm {SrO+3\ C\longrightarrow SrC_{2}+CO\uparrow } }

## Eigenschaften
Strontiumcarbid gehört in der Gruppe der Carbide zu den Acetyliden, da es formal vom Ethin abgeleitet ist. So wie das Calciumcarbid reagiert es mit Wasser unter Bildung von Acetylen und Strontiumhydroxid.
{\displaystyle \mathrm {SrC_{2}+2\ H_{2}O\longrightarrow Sr(OH)_{2}+C_{2}H_{2}\uparrow } }
Es sind mehrere Modifikationen bekannt, wobei die tetragonale Form unter 427 °C stabil ist. Sie kristallisiert in der Raumgruppe I4/mmm (Raumgruppen-Nr. 139). Das Sr2+-Ion wird dabei von jeweils beiden Kohlenstoffatomen vier benachbarter C22−-Ionen und von jeweils einem Kohlenstoffatom zweier weiterer Anionen koordiniert. Bei 427 °C geht die tetragonale Form in eine kubische Phase mit der Raumgruppe Fm3m (Nr. 225) über, unterhalb der Raumtemperatur bildet sich eine monokline Phase mit der Raumgruppe C2/c (Nr. 15).